# Filip Petrušev
Filip Petrušev (Belgrado, 15 de abril de 2000) es un jugador de baloncesto serbio que pertenece a la plantilla del Dubai Basketball de la ABA Liga y la Euroliga. Mide 2,11 metros y juega en la posición de pívot.

## Trayectoria deportiva

### Inicios
Es un jugador formado en la cantera del Estrella Roja de Belgrado y del KK Partizan ambos de su ciudad natal en los que jugó hasta categoría juvenil. En 2014, Petrušev fichó por el equipo juvenil del club español del Laboral Kutxa. 
Tras mudarse de su hogar a Vitoria, en el País Vasco, el joven de catorce años comenzó a vivir una vida organizada en la cantera del club: residía con otros jugadores extranjeros del equipo juvenil en una casa proporcionada por el club con cocinero, asistía a clases por la mañana y participaba en los entrenamientos de baloncesto por la tarde. Siguiendo los métodos de entrenamiento del club, además de los entrenamientos de equipo, dedicaba mucho tiempo al trabajo individual diario —perfeccionando el juego de pies en el poste y practicando el tiro de gancho— con el entrenador Iñaki Iriarte.
En el verano de 2015, el joven fue elegido por el entrenador Vladimir Đokić para el equipo nacional sub-16 de Serbia antes del Campeonato Europeo Sub-16 de la FIBA 2015 en Kaunas.
Siguiendo el consejo y los deseos de su familia, decidió dejar el Saski Baskonia durante el verano de 2016 a los dieciséis años, ya que el club quería que se convirtiera en profesional. Esto implicaba abandonar su educación formal, dedicarse por completo al baloncesto y probablemente ser cedido a clubes españoles más pequeños para intentar entrar en la plantilla absoluta del Baskonia. No muy dispuesto a interrumpir su educación secundaria para convertirse en profesional, Petrušev comenzó a buscar una manera de continuar sus estudios mientras simultáneamente se dedicaba al baloncesto.
Después de formar parte del equipo nacional serbio sub-16 para el Campeonato Europeo sub-16 de 2016, donde apareció junto a las jóvenes promesas Alen Smailagić, Dalibor Ilić y Marko Pecarski, Petrušev se marchó a Estados Unidos para jugar al baloncesto en Avon Old Farms en Avon (Connecticut). En julio de 2017, ingresó en la Academia Montverde en Montverde (Florida), una escuela preparatoria privada de deportes profesionales de élite por la que habían pasado varios jugadores de la NBA. En agosto de 2017, asistió al Campamento Europeo 16 de Baloncesto Sin Fronteras en Netanya (Israel). Volvió a asistir al campamento en El Segundo (California), en febrero de 2018.

### Universidad
El 22 de octubre de 2017, anunció su compromiso con la Universidad Gonzaga. El 8 de noviembre de 2017, firmó un contrato para jugar dos temporadas la NCAA con Bulldogs de la universidad de Gonzaga, donde en su segunda temporada, siendo titular, promedió 17,5 puntos por encuentro.

#### Estadísticas
| Año     | Equipo  | PJ | PT | MPP  | %TC  | %3P  | %TL  | RPP | APP | ROB | TPP | PPP  |
| ------- | ------- | -- | -- | ---- | ---- | ---- | ---- | --- | --- | --- | --- | ---- |
| 2018–19 | Gonzaga | 32 | 0  | 11.4 | .554 | .300 | .853 | 2.7 | .3  | .2  | .5  | 6.5  |
| 2019–20 | Gonzaga | 33 | 33 | 25.9 | .562 | .182 | .655 | 7.9 | 1.5 | .6  | .8  | 17.5 |
| Total   | Total   | 65 | 33 | 18.8 | .560 | .268 | .703 | 5.4 | .9  | .4  | .6  | 12.0 |

### Profesional
El 20 de julio de 2020, Petrušev firmó su primer contrato profesional con Mega Soccerbet de la Liga de Baloncesto de Serbia. "Hay mucha incertidumbre con la temporada de la NCAA", declaró. "Aquí debería poder demostrar algunas habilidades que no pude demostrar en Gonzaga y mejorar mi posición en el draft". Fue nombrado MVP de octubre de la Liga ABA. El 8 de noviembre, Petrušev se retiró del draft de la NBA de 2020. El 20 de julio de 2020, firmó con Mega Leks de la ABA Liga para disputar la temporada 2020-21.
Al año siguiente si se presentó al draft por lo que el 29 de junio de 2021 fue elegido en la quincuagésima posición del Draft de la NBA de 2021 por los Philadelphia 76ers. Tras el draft, declaró que no formaría parte de la plantilla de los Sixers. Por lo que el 17 de agosto de 2021, firma un contrato de un año con el Anadolu Efes de la Turkish Super League.
Después del paso por Turquía, Petrušev continuó un año más en Europa cuando el 19 de julio de 2022 firmó un contrato para regresar al Estrella Roja, equipo donde se formó como jugador juvenil.
En julio de 2023, terminada la temporada con el equipo serbio, se unió a la plantilla de los 76ers para disputar la NBA Summer League en Las Vegas. En dos apariciones, tuvo promedios de 12,5 puntos y 4,5 rebotes con 61,1 % de efectividad. El 17 de julio, el presidente de operaciones de los 76ers, Daryl Morey, anunció oficialmente su fichaje para el equipo. Debuta en la NBA el 29 de octubre ante Toronto Raptors, pero el 30 de octubre es traspasado a Los Angeles Clippers, junto a PJ Tucker y James Harden, a cambio de Marcus Morris, Nicolas Batum, Robert Covington y KJ Martin. Dos días después se anunció que los Clippers lo traspasaban nuevamente, esta vez con destino a los Sacramento Kings. Sin embargo, después de disputar dos partidos oficiales con los Kings, fue cortado del equipo el 24 de noviembre.
Después de su fugaz paso por la NBA, decidió regresar a Europa y el 26 de noviembre de 2023 firmó con el Olympiacos BC griego.
El 23 de octubre de 2024 regresó al Estrella Roja, cedido por el Olympiacos.
El 26 de julio de 2025 ficha por el Dubai Basketball de la ABA Liga y la Euroliga.

## Selección nacional
Petrušev fue miembro del equipo nacional serbio Sub-16 que participó en el Campeonato de Europa Sub-16 en 2015 y 2016. 
Luego también fue miembro de los equipos nacionales sub-18 de Serbia que ganaron las medallas de oro en el EuroBasket Sub-18 disputado en 2017 y el de 2018. En 2017 disputó siete partidos de torneo en los que promedió 5,3 puntos y 3,4 rebotes por partido. En 2018, promedió 21 puntos, 8,7 rebotes y 3,1 asistencias por partido en siete partidos del torneo. 
En 2019 formaría parte del equipo serbio Sub-19 que terminó séptimo en la Copa del Mundo de Baloncesto Sub-19 disputado en Heraklion, Grecia. En siete partidos de torneo, promedió 19,3 puntos, 10,1 rebotes, 2,6 asistencias, 1,6 robos y 2 tapones por partido.
Entre julio y agosto de 2024 fue parte de la selección absoluta de Serbia, que disputó los Juegos Olímpicos de París, y que ganó el bronce, tras vencer la final de consolación ante Alemania.

## Estadísticas de su carrera en la NBA

### Temporada regular
| Año     | Equipo       | PJ | PT | MPP | %TC  | %3P | %TL  | RPP | APP | ROB | TPP | PPP |
| ------- | ------------ | -- | -- | --- | ---- | --- | ---- | --- | --- | --- | --- | --- |
| 2023-24 | Philadelphia | 1  | 0  | 3.0 | —    | —   | —    | 1.0 | .0  | .0  | .0  | .0  |
| 2023-24 | Sacramento   | 2  | 0  | 3.5 | .500 | —   | .500 | .0  | .0  | .0  | .0  | 1.5 |
| Total   | Total        | 3  | 0  | 3.3 | .500 | —   | .500 | .3  | .0  | .0  | .0  | 1.0 |